# Mitchell Marsh
Mitchell Marsh (ur. 20 października 1991 w Perth) – australijski krykiecista, reprezentant kraju, praworęczny odbijający czasami także rzucający w stylu off spin.
Marsh jest bratem innego krykiecisty Shauna Marsha i synem byłego reprezentanta Australii Geoffa Marsha.